# Live in Paris and Ottawa 1968
Albums de The Jimi Hendrix Experience
Live at Monterey
(2008) Live at Woburn
(2009)
Live in Paris and Ottawa 1968 est un album live et posthume de The Jimi Hendrix Experience sorti le 5 septembre 2008 par le label Dagger Records. Il a été enregistré le 29 janvier 1968 à l'Olympia de Paris et le 19 mars 1968 au Capitol Theatre d'Ottawa au Canada.
Le concert de Paris avait déjà fait l'objet d'une publication dans le coffret sorti en 1991 Stages. Les chansons du concert d'Ottawa proviennent d'une bande auparavant inconnue. Elles ont été enregistrées lors du premier concert de la soirée. Le deuxième spectacle est sorti sous le nom Live in Ottawa.

## Chansons
Toutes les chansons sont de Jimi Hendrix, sauf indication contraire.
- Olympia, 29 janvier 1968 :

1. Killing Floor (Chester Arthur Burnett) - 4:32
2. Catfish Blues (Robert Petway) - 8:46
3. Foxy Lady - 5:29
4. Red House - 4:24 (avec Noel Redding à la guitare et Jimi Hendrix à la basse)
5. Drivin' South - 9:24
6. The Wind Cries Mary - 3:55
7. Fire - 4:16
8. Little Wing - 3:40
9. Purple Haze - 5:59

- Capitol Theatre (Ottawa), 19 mars 1968 :

1. Sgt. Pepper's Lonely Hearts Club Band (John Lennon, Paul McCartney) - 2:16
2. Fire - 3:29
3. Purple Haze - 5:15

## Musiciens
- Jimi Hendrix : guitare, chant
- Mitch Mitchell : batterie
- Noel Redding : guitare basse